# Diego Estanislao
Diego Estanislao Encarnación (ur. 12 marca 1986 w mieście Meksyk) – meksykański piłkarz występujący najczęściej na pozycji pomocnika.
Uczestnik Mistrzostw Ameryki Północnej U-17 2003, gdzie Meksyk zajął trzecie miejsce oraz Mistrzostw Świata U-17 2003, podczas których Tri zostali wyeliminowani w ćwierćfinale. W obydwóch turniejach był graczem juniorskiej drużyny Amériki.